# Егерия
Егерия (на латински: Egeria) е в римската митология нимфа на извора Егерия на езерото Неми, тясно свързана със светилището на Диана от Аричия.
Егерия е любовница на легендарния втори цар на Рим Нума Помпилий. Според легендата тя го съветва при всички важни решения и го води в неговия път на владетелство. Нумий получил от нея Анцилия (Ancilia), дванадест бронзови щита, които давали могъществото на Рим.
Според Овидий след смъртта на Нумий Егерия се оттегля в Аричия и се преобразува от мъка в извор.